# Féminismes arabes
 (juillet 2020).
- Si vous ne connaissez pas le sujet, laissez ce bandeau (vous pouvez alors contacter les auteurs).
- Si vous supprimez le contenu mis en cause (vous pouvez préalablement contacter les auteurs),

argumentez précisément cette suppression dans la page de discussion
(un manque de référence n'est pas un argument ; une recherche réelle de référence doit avoir été effectuée, être formellement documentée).
 (juillet 2020).
 (avril 2020).
Le féminisme, défini comme mouvement intellectuel, social et politique visant l'égalité entre les femmes et les hommes, naît officiellement au 20e siècle, en Occident (Europe et pays anglo-saxons). Mais il existe d'autres féminismes, non-occidentaux, comme les féminismes arabes, qui restent méconnus. Les causes de cette méconnaissance, qui se manifeste par une forme d'invisibilité et d'inaudibilité, sont les mêmes qui ont rendu longtemps invisibles et inaudibles les féminismes de couleur (féminismes non- "blancs"). C'est à Kimberlé Crenshaw que l'on doit la notion d'Intersectionnalité qui explique le processus ayant conduit les féministes non-"blanches" du féminisme historique (occidental) à rendre invisibles et inaudibles les autres féministes[réf. nécessaire]. 
Les féministes arabes (c'est-à-dire les féministes qui vivent dans les pays arabes, et dont la langue d'expression est l'arabe) ont elles aussi longtemps été méconnues pour ces mêmes raisons, selon Inès Horchani. Depuis le début des années 2010, et notamment après les Printemps arabes on observe, dans les pays européens et anglo-saxons, une attention grandissante accordée à ces féminismes en couleurs. Des mouvements de traduction ont alors vu le jour (tel "Ô Féminin Pluriel") afin de mieux faire connaître les écrits féministes arabes.  
Les féminismes arabes sont variés et complexes, comme le sont les féminismes historiques (occidentaux). Tous ces féminismes, arabes et occidentaux, ont cependant un objectif commun: la défense des droits des femmes. Mais ces droits, et le moyen de les défendre, peuvent différer, d'un féminisme arabe à l'autre. Dans leur ensemble, les féminismes arabes promeuvent l'empowerment (autonomisation en français) des femmes, encourageant leur prise de parole et leur participation au pouvoir (dans la sphère publique et dans la sphère privée). 
Les féminismes arabes n'accordent pas la même importance à la notion d'égalité (المساواة) que les féminismes occidentaux (à laquelle est parfois préférée la notion de "complémentarité", تكامل). Les féminismes arabes ne s'accordent pas non plus sur certains points précis, comme la question du port du voile.  

## Définition du féminisme arabe
On désigne par "féminismes arabes" les mouvements de défense des femmes nés dans les pays arabes et s'exprimant en langue arabe. Le mot d'ordre de ces féminismes est le mot Dignité (الكرامة). La karâma est une vertu structurelle de l'identité arabe, présente dans les textes dès le 6e siècle, notamment dans la poésie préislamique Mu'allaqât. Le mot al-karâma "الكرامة" désigne à la fois l'autonomie du sujet et son altruisme. Les féminismes arabes se présentent comme une défense de la dignité des femmes et utilisent ce mot comme slogan.

## Féminisme arabo-occidental
Il existe un féminisme arabo-occidental, qui naît dans des pays arabes, mais qui s'exprime en langue occidentale. Il est représenté notamment par Taos Amrouche, Assia Djebar, Fatima Mernissi, Léa-Véra Tahar...

## Féminisme et religion
L'une des premières figures "féministes" arabes est celle de Khadija, première épouse du prophète Muhammad, riche et puissante commerçante, qu'il épouse alors qu'il a 25 ans, et elle, 40 ans. Avant lui, elle a été mariée deux fois. Elle meurt en 619, et aura été, jusqu'à cette date, l'unique épouse de Muhammad, et la première à croire en lui, et en la révélation. Le féminisme arabe islamique d'aujourd'hui reconnaît en elle un modèle. Khadija n'a pas laissé d'écrit.  
Il existe aujourd'hui un féminisme musulman de langue arabe porté notamment par Olfa Youssef (Tunisie).

## Féminisme et littérature
La majorité des féministes arabes ont écrit des ouvrages, théoriques ou littéraires. Parmi les féministes arabes qui ont écrit des ouvrages théoriques, on peut citer le tunisien Tahar Haddad. Parmi les féministes arabes qui ont écrit des ouvrages littéraires, on doit citer la libanaise May Ziadé, l'égyptienne Nawal Saadawi, la syrienne Darina Al Joundi, la libanaise Joumana Haddad...